# مرکز واویلف

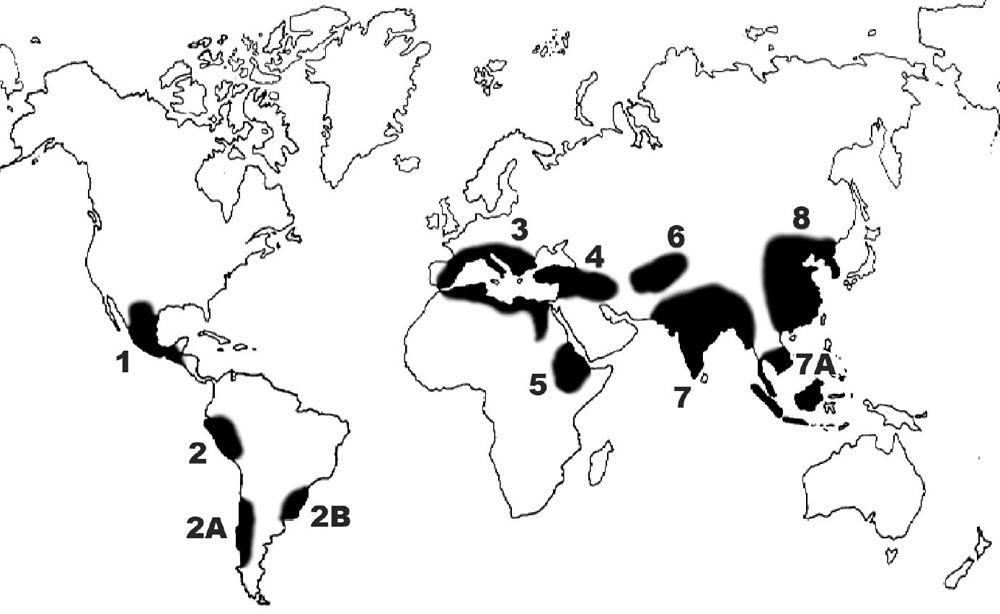
۸ مرکز واویلف

مرکز مبدأ یا مرکز واویلف محیطی جغرافیایی است که در آن گروهی از موجودات اعم از اهلی یا وحشی برای نخستین بار توسعه‌یافته و ویژگی‌های متمایزی می‌یابند. به مرکز مبدأ گاه مرکز تمایز هم گفته می‌شود. این نظریه نخستین بار از سوی نیکلای واویلف مطرح‌شد.
مطالعه برای یافتن منشأ گیاهان کشتی نخستین گام در راه اصلاح نباتات بود.

## تقسیم‌بندی واویلف
تقسیم‌بندی واویلف دربارهٔ مبدأ گیاهان کاشتنی به صورت زیر بود:
| مرکز                                | گیاهان |
| ----------------------------------- | --- |
| ۱) مرکز آمریکای مرکزی و مکزیک جنوبی | دربرگیرندهٔ بخش‌های جنوبی مکزیک، کوستاریکا، گواتمالا و هندوراس. - حبوبات و گیاهان نیامی: ذرت، لوبیا چیتی، لوبیای لیمایی، لوبیای تپاری، کاناوالیا، آمارانت - گیاهان خربزه‌ای: کدوی مالابار، کدوتنبل زمستانی، شایوت - گیاهان فیبری: پنبه کوهی، پنبه بوربون، صباره (سیسال) - گوناگون: سیب‌زمینی شیرین، اروروت، کاپسیکوم، پاپایا، گواوا، بادام هندی، آلبالوی وحشی، شوشنیال، چری تومیتو، کاکائو. |
| ۲)مرکز آمریکای جنوبی                | ۶۲ گیاه و ۳ زیرمرکز فهرست شده‌اند. ۲) مرکز بولیوی، اکوادور، پرو: - ریشه‌های برجسته: سیب‌زمینی آندی، دیگر نمونه‌های بومی کشتی سیب‌زمینی. چهارده گونه یا بیشتر با اختلاف کروموزوم ۲۴ تا ۶۰، گل لادن خوراکی - حبوبات و گیاهان نیامی: ذرت نشاسته‌ای، لوبیای لیمایی، لوبیا چیتی - ریشه‌های برجسته: گل اختر خوراکی، سیب‌زمینی - سبزیجات: پپینو، گوجه فرنگی، کاکنج، کدوتنبل، کاپسیکوم - گیاهان فیبری: پنبه مصری - میوه‌ها و متفرقه: کاکائو، ساعت، گواوا، هایلبورن، درخت گنه‌گنه، تنباکو، چریمویا ۲A) مرکز شیلی (جزیرهٔ نزدیک کرانهٔ جنوبی شیلی) - سیب‌زمینی عادی (۴۸ کروموزوم), توت‌فرنگی شیلیایی ۲B) مرکز برزیل-پاراگوئه‌ای - مانیوک، بادام زمینی، درخت لاستیک، آناناس، آجیل برزیلی، بادام هندی، گل ساعت گرمسیری بنفش. |
| ۳) مرکز مدیترانه (مردود)            | دربرگیرندهٔ مرزهای دریای مدیترانه. ۴۸ گیاه فهرست شده‌اند. - غلات و گیاهان نیامی: گندم دوروم، شعیر ابلیس، گندم لهستانی، اپوتر، جو دوسر مدیترانه‌ای، جو دوسر ماسه‌ای، چمن قناری، لاتیروس ساتیپوس، نخودفرنگی، باقلای مصری - گیاهان علوفه‌ای: شبدر مصری، شبدر سفید، شبدر لاکی، سرادل - گیاهان فیبری و روغنی: کتان، کلزا، خردل سیاه، زیتون - سبزیجات: چغندر، کلم، شلغم، کاهو، مارچوبه، کرفس، کاسنی دشتی، شقاقل، ریواس، - گیاهان ادویه‌ای و روغنی رقیق: زیره، انیسون، آویشن، نعناع‌فلفلی، مریم‌گلی، رازک. |
| ۴) خاور میانه                       | دربرگیرندهٔ بخش‌های درونی آسیای کوچک، تراقفقاز، ایران و ارتفاعات ترکمنستان. ۸۳ گونه. - حبوبات و گیاهان نیامی: گندم آینکورن، گندم دوروم، گندم اخته، مکسیپک، گندم شرقی، گندم ایرانی، جو دوشاخه، چاودار، جو دوسر مدیترانه‌ای، جو معمولی، عدس، باقلای مصری - گیاهان علوفه‌ای: یونجه، شبدر ایرانی، شنبلیله، ماشک، ماشک مودار - میوه‌ها: انجیر، انار، سیب، گلابی، به، گیلاس، آلبالو، پسته، بادام، زردآلو، خرما، انگور، زالزالک. |
| ۵) اتیوپی                           | دربرگیرندهٔ حبشه، اریتره و بخش‌هایی از سومالی‌لند. ۳۸ گونه، غنی در گندم و جو. - حبوبات و گیاهان نیامی: گندم سخت حبشی، گندم پولارد، شعیر ابلیس، گندم لهستانی، جو، ذرت خوشه‌ای، ارزن مرواریدی، ارزن آفریقایی، لوبیای چشم‌بلبلی، کتان، تف - گوناگون: کنجد، کرچک، شاهی، قهوه، بامیه، مرّ، ایندیگو. |
| ۶) مرکز آسیای مرکزی                 | دربرگیرندهٔ شمال غربی هند (پنجاب و کشمیر)، افغانستان، تاجیکستان، ازبکستان و بخش غربی تیان‌شان. ۴۳ گیاه - حبوبات و گیاهان نیامی: مکسیپک، گندم گرزی، گندم ساچمه‌ای، نخود فرنگی، عدس، باقلا، نخود، ماش، گیاه خردل، کتان، کنجد - گیاهان فیبری: شاهدانه، پنبه - سبزیجات: پیاز، سیر، اسفناج، هویج - میوه‌ها: پسته، گلابی، بادام، انگور، سیب. |
| ۷) مرکز هندی                        | دو زیرمرکز ۷) هندوبرمه: مرکز اصلی (هندوستان): دربرگیرندهٔ آسام و برمه به جز شمال غربی هندوستان و پنجاب. ۱۱۷ گیاه. - غلات و گیاهان نیامی: برنج، نخود، لوبیای سودانی، نخود سیاه، ماش، لوبیای برنجی، لوبیای چشم‌بلبلی، - سبزیجات و ریشه‌ها: بادنجان، خیار، ترب، گوش‌فیل گرمسیری، سیب‌زمینی هندی - میوه‌ها: انبه، پرتقال، نارنگی، بالنگ، تمر هندی - گیاهان فیبری، روغنی و شکر: نیشکر، نارگیل، سمسم، گلرنگ، درخت پنبه، پنبه شرقی، چتایی، نخود شنی، کنف - ادویه، محرک‌ها رنگ و گیاهان متفرقه: شاهدانه، فلفل سیاه، صمغ عربی، صندل، ایندیگو، درخت دارچین، کرچک هندی، خیزران. ۷A) سیام-مالایا-جاوه: دربرگیرندهٔ هندوچین و مجمع‌الجزایر مالائی، ۵۵ گیاه: - غلات و گیاهان نیامی: دمع ایوب، لوبیای مخملی - میوه‌ها: پومیلو، موز، میوه نان، ترگیل - گیاهان فیبری، شکر ادویه و روغن: آلوریتس مولاکانا، نارگیل، نیشکر، میخک صدپر، جوز هندی، فلفل سیاه، شاهدانه مانیلی. |
| ۸) مرکز چینی                        | مجموعه‌ای از ۱۳۶ گیاه خوراکی فهرست‌شده و بدین ترتیب بزرگ‌ترین مرکز مستقل می‌باشد. - غلات و گیاهان نیامی: ارزن، ارزن ایتالیایی، ارزن ژاپنی، کوالیانگ، گندم سیاه، جو بی‌نیام، سویا، لوبیای آزوکی، لوبیای مخملی - ریشه‌ها، سیبک‌ها، و سبزیجات: سیب‌زمینی چینی، ترب، کلم چینی، پیاز، خیار - میوه و شب‌چره:. گلابی، سیب چینی، هلو، زردآلو، گیلاس، گردو، سرخالو - شکر، مخدرات، و گیاهان فیبری: نیشکر، خشخاش، کافور جنسه، شاهدانه. |